# Hintere Schwärze
De Hintere Schwärze ([ˈhɪntəʀə ˈʃvɛʁʦə]ⓘ) of Cima Nera (ook: Cime Nere) is met zijn 3628 meter de op drie na hoogste bergtop van de Ötztaler Alpen en ligt op de grens tussen de Oostenrijk deelstaat Tirol en het Italiaanse Zuid-Tirol. De noordwand is tot aan de top bijna geheel vergletsjerd. De zuidzijde is een rotswand. De normale route leidt vanaf de Martin-Busch-Hütte over een makkelijke gletsjerroute naar de top. De beklimming vanuit Vent naar deze alpenhut neemt ongeveer drie uur in beslag, het laatste stuk tot aan de top nog vier uur extra. In totaal moet vanuit Vent (1895 meter) een hoogteverschil van ruim 1700 meter worden overwonnen. De Hintere Schwärze wordt minder vaak beklommen dan de populaire bergtop Similaun, die ten oosten van deze berg ligt.